# Gerontokratie
Gerontokratie entstammt den altgriechischen Ausdrücken γέρων gerōn (alter Mann, Greis) sowie κράτος krátos (Herrschaft) und bedeutet „Herrschaft der Alten“. Sie ist eine Herrschaftsform, in der hauptsächlich Menschen hohen Alters das politische Handeln bestimmen.
Die Anwendung des Konzepts auf heutige Gesellschaften wird dafür kritisiert, dass es den Blick auf die Heterogenität innerhalb von Altersgruppen verstellt.

## Geschichte
Der Begriff Gerontokratie bezieht sich ursprünglich auf den im antiken Sparta herrschenden Ältestenrat (Gerusia), dem 28 männliche Bürger Spartas mit einem Mindestalter von 60 Jahren angehörten, und der seit dem 7. Jahrhundert v. Chr. als ein zentrales Staatsorgan angesehen wird. Auch die Struktur der Indianerstämme, bei denen ein Ältestenrat den Stammeshäuptling bestimmt und der Aborigines in Australien („Elders“ als Stammesführer) wird oft als gerontokratisch bezeichnet.
Neu aufgegriffen wurde das Wort in den 1980er-Jahren im Bezug auf die Sowjetunion, nachdem binnen zwei Jahren gleich dreimal die jeweiligen Inhaber des Amts des Generalsekretärs der Kommunistischen Partei verstorben waren. Nachdem Breschnew im Alter von 75 Jahren gestorben war, folgte Andropow, der zum Zeitpunkt seiner Ernennung zum Generalsekretär bereits 68 Jahre alt war und mit 69 Jahren starb. Auf ihn folgte Tschernenko, der zum Zeitpunkt seiner Ernennung 72 Jahre alt war und mit 73 Jahren starb. Mit der Berufung von Michail Gorbatschow als neuen Parteichef sprachen Gesellschaft und Medien vom „Ende der sowjetischen Gerontokratie“. Gorbatschow war zum Zeitpunkt des Amtsantritts erst 54 Jahre alt und damit deutlich jünger als seine Vorgänger. Probleme mit der Alterszusammensetzung ihrer Entscheidungsgremien hatten am Ende der 1980er Jahre auch kommunistische Parteien in anderen Staaten des damaligen Warschauer Paktes.
Im April 2008 befeuerte Ex-Bundespräsident Roman Herzog die Debatte in Deutschland, indem er in einem Interview vor einer „Rentnerdemokratie“ warnte und Sorgen äußerte, dass „die Älteren die Jüngeren ausplündern“ könnten.

## Diskurs

### Ursachen
Die steigende Anzahl der Rentner in Deutschland und eine niedrige Geburtenrate haben in den letzten Jahrzehnten zu einer Alterung der Bevölkerung und einem deutlich gestiegenen Medianalter geführt. Diese demographische Entwicklung lässt aber gleichzeitig auch den deutschen Medianwähler immer älter werden. Die daraus resultierende größere elektorale Kraft der älteren Bevölkerung wird dadurch verstärkt, dass Minderjährige kaum politisches Gewicht haben. Es ist davon auszugehen, dass diese Entwicklung die politischen Rahmenbedingungen, Handlungsspielräume und Probleme nachhaltig verändern wird.

### Elderly Power Hypothesis
Die Politik orientiert sich am Medianwähler und richtet danach ihr politisches Handeln aus. Die Elderly Power Hypothesis besagt, dass sich durch die gestiegene elektorale Kraft der älteren Bevölkerung die politischen Kraftverhältnisse sich zugunsten der Älteren verändert haben. Demnach würden ältere Menschen ihre Überlegenheit zu ihrem Vorteil nutzen und gleichzeitig Investitionen in die Zukunft blockieren. Zu diesem Ergebnis kommen Bonoli und Häußermann in einer 2010 veröffentlichten Studie über Referenden in der Schweiz. Auch Button (1992) kommt zu dem Ergebnis, dass sich Senioren in ihrem Stimmverhalten deutlich häufiger gegen den Ausbau der Bildungsfinanzierung wenden als andere Altersgruppen.

„Weil die Senioren nun in die Überzahl gelangen, können sie ihre Anliegen gegen die Belange anderer Altersgruppen effektiv und machtvoll durchsetzen. Es droht substantiell wie zahlenmäßig eine Gerontokratie: Die Anliegen der Senioren scheinen ins Zentrum aller politischen Regulierung zu rücken.“

### Änderung des Wahlrechts
Eine in Deutschland viel diskutierte Maßnahme um der jungen Generation eine Stimme zu verleihen ist eine Herabsenkung des Wahlalters. Während CDU und AfD für die Beibehaltung des Wahlrechts ab 18 sind, fordern Bündnis 90/Die Grünen, Die Linke, die SPD und die FDP die Absenkung des Wahlalters auf 16 Jahre.
Auch die ehemalige Familienministerin Franziska Giffey plädierte für eine solche Wahlrechtsänderung bei Kommunal-, Landtags-, Bundestags- sowie Europawahlen. Dabei beruft sie sich auf eine Studie der Freien Universität Berlin, die nach der Analyse von einigen Landtagswahlen zu der Erkenntnis kommt, dass „wenig gegen eine Absenkung des Wahlalters spricht“.
Die Stiftung für die Rechte zukünftiger Generationen plädiert für ein Wahlrecht ohne Altersgrenze, bei dem junge Menschen ab einem selbst gewählten Zeitpunkt durch Eintragung in das Wählerregister ihr Recht der Mitbestimmung ausüben können. So hätte die junge Generation ein stärkteres politisches Gewicht und die Politik müsse auch auf deren Interessen mehr Rücksicht nehmen.

### Kritik an der Debatte
Teilweise wird die Diskussion um eine Gerontokratie auch instrumentalisiert, um von der Schere zwischen Arm und Reich abzulenken. „Die Alten“ und „die Jungen“ sollten nicht als geschlossene Gruppen verstanden und gegeneinander ausgespielt werden. Die Soziologin Silke van Dyk weist darauf hin, dass „die extremen sozialen Ungleichheiten innerhalb der Generationen zwar empirisch gut belegt“ seien, aber in der politischen Debatte eher ausgeblendet werden. (Vergleiche mit: Timokratie)

## Vatikan als Gerontokratie
Der Aufbau der katholischen Kirche mit dem Papst als Oberhaupt und dem Kardinalskollegium wird oft als gerontokratisch bezeichnet. Im 20. Jahrhundert lag das Durchschnittsalter der Päpste zum Wahlzeitpunkt bei 66 Jahren. Verstärkt wurde die Debatte, als der damals 86-jährige Papst Benedikt XVI. aus Altersgründen im Jahr 2013 auf sein Amt verzichtete und der 76-jährige Franziskus sein Nachfolger wurde. Von den zur Papstwahl im Jahr 2013 berechtigten Kardinälen waren mehr als zwei Drittel 70 Jahre oder älter. Papst Franziskus selbst wies die wörtlich „böswilligen“ Vorwürfe, der Papst und seine Kardinäle seien die „Gerontokratie der Kirche“, scharf zurück.

## Künstlerische Verarbeitung
In dem Science-Fiction-Roman Heiliges Feuer (Originaltitel Holy Fire, 1996) beschreibt der US-amerikanische Autor Bruce Sterling eine Zukunft der westlichen Gesellschaft, in der die Lebenserwartung durch Medizin und Technologie auf über 200 Jahre angehoben wurde (siehe auch Transhumanismus), so dass sich Kapital und politische Macht fast ausschließlich im Besitz der Gerontokraten befinden. Die Jüngeren leben in einer Parallelgesellschaft und haben nur wenig Aussicht, im Laufe ihres Lebens Macht und Wohlstand zu erlangen.